# Réduction en température programmée
La réduction en température programmée (RTP) est une technique qui permet de caractériser les matériaux solides (oxydes métalliques, oxydes métalliques mixtes et oxydes métalliques dispersés sur un support). Cette technique est souvent utilisée dans le domaine de la catalyse hétérogène afin de trouver les meilleures conditions de réduction. Le matériau oxydé est chauffé sous flux d’un mélange réducteur, par exemple H2/Ar. La mesure du dihydrogène consommé ou de l’eau produite en fonction de la température donne des informations quantitatives sur la réductibilité des espèces présentes.

## Principe
Le dispositif est composé d’un système de gaz contrôlé par des débitmètres massiques, d’un four muni d’un thermocouple, d’un saturateur muni d’un manteau chauffant, d’un piège à eau (utilisation de zéolithes ou d'un tamis moléculaire), d’une « station nulle » qui permet d’étalonner la consommation de dihydrogène et d’un détecteur à conductivité thermique.
L’échantillon à analyser est placé dans un tube en U en quartz, lui-même placé dans le four où un thermocouple mesure la température du catalyseur.
L’analyse est généralement composée de trois étapes :
- l'étalonnage de la consommation de dihydrogène ;
- le prétraitement de l’échantillon sous argon afin d'activer (de) le catalyseur en éliminant l'eau et les impuretés déposées